# Mafia (videojoc del 2002)
Mafia: The City of Lost Heaven és un videojoc desenvolupat per Illusion Softworks en el 2002 per a PC, PlayStation 2 i Xbox. En ell, el jugador pren el rol de Thomas Angelo, un conductor de taxi que es veu gairebé obligat a formar part d'una organització criminal.
El joc se situa al voltant dels anys 30, durant l'època prohibicionista i el creixement de les màfies italoamericanes en EUA.

## Banda sonora
Les músiques del joc beuen de la gran tradició jazzística, amb peces de Django Reinhardt i el Hot Club de France (amb la cantant nord-catalana Josette Daydé), The Mills Brothers, Louis Armstrong, Louis Prima, Lonnie Johnson, Latcho Drom, Louis Jordan i els seus Tympany Five. El tema principal del joc, però, fou compost expressament per Vladimir Šimůnek. Als títols de crèdit finals s'hi interpreta una versió de la cançó Lake of Fire, amb la interpretació de the Lordz of Brooklyn. El darrer vers de la cançó està clarament inspirat en la música de la sèrie El Padrí.